# Anapisa albimacula
Anapisa albimacula là một loài bướm đêm thuộc phân họ Arctiinae, họ Erebidae.